# Mikrorechnersystem K 1520

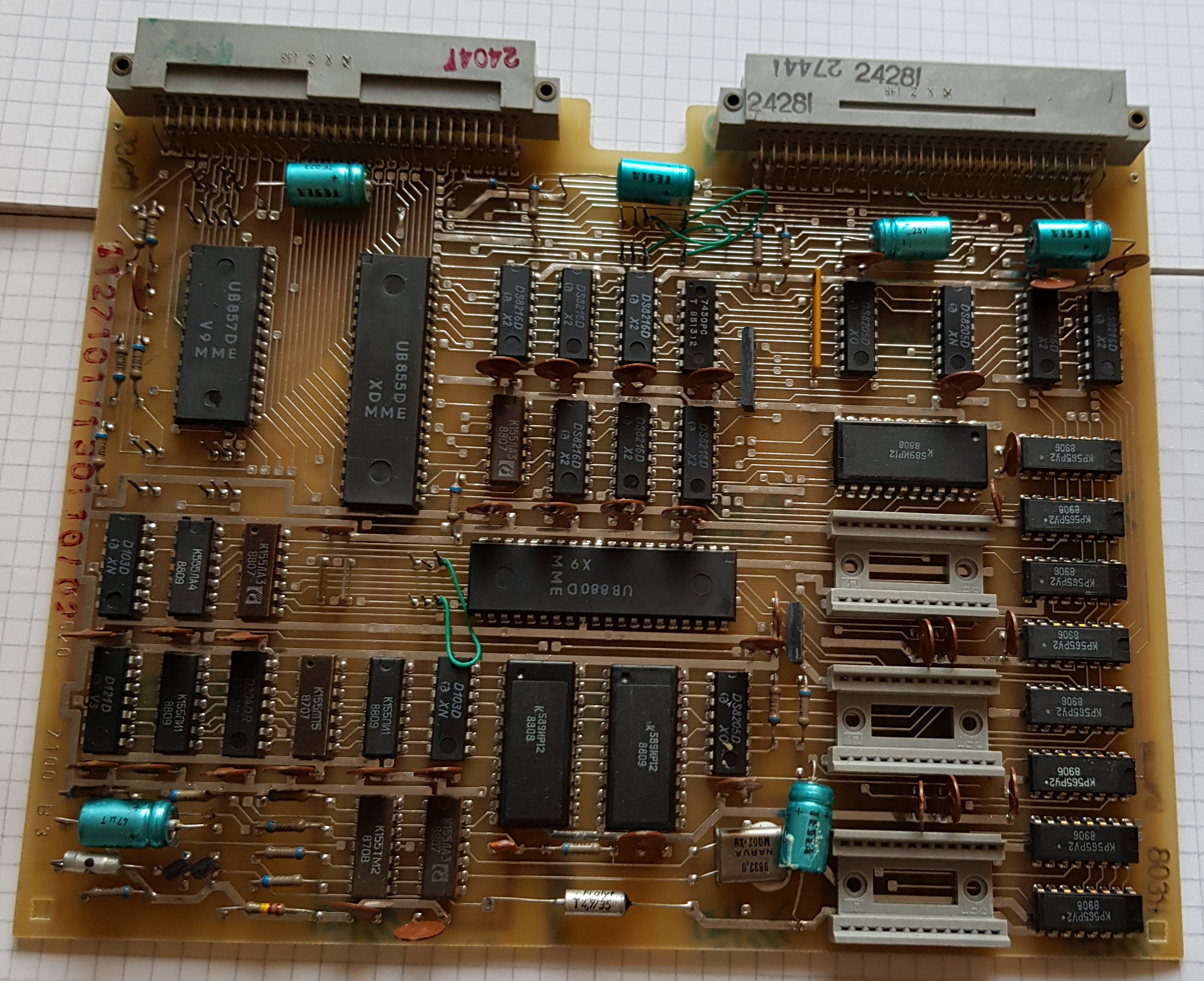
Zentrale Recheneinheit (ZRE) Robotron K 2521 für das Mikrorechnersystem K 1520

Das Mikrorechnersystem robotron K 1520 wurde etwa 1978 im VEB Kombinat Robotron (als Nachfolger des robotron K 1510) entwickelt und produziert. Es ist ein offenes Mikrorechnermodulsystem auf der Basis des 8-Bit-Mikroprozessorsystems U880 und wurde von den Anwendern als OEM-Modulsystem von DDR-Firmen in vielfältiger Weise in Endgeräte eingebaut, insbesondere in der Automatisierungstechnik und innerhalb spezieller Arbeitsplatzcomputer (z. B. im A 5120).

## Hardwarekomponenten des Mikrorechnermodulsystems
Kern des Mikrorechnersystems ist der universelle Mikrorechnerbus K 1520. Er wurde in der TGL 37271/01 standardisiert und gestattete jedem Nutzer eigene Module zu entwickeln und diese mit beliebigen existierenden Modulen zu kombinieren:
Die sog. Steckeinheiten (Leiterplatten der Größe 215 mm × 170 mm) realisieren verschiedene Module eines Mikrorechners. Sie besitzen „busseitig“ zwei 58-polige indirekte Steckverbinder, mit denen sie z. B. in einen sog. Steckeinheiteneinsatz (120 oder 240 mm breit) gesteckt werden. Dieser besitzt eine Rückverdrahtungsleiterplatte, die den Systembus und den sog. „Koppelbus“ verteilt. An der Griffseite können bis zu drei 39-polige Steckverbinder zum Anschluss von peripheren Geräten (die prinzipiell nicht zum System K 1520 gehören) vorhanden sein.
Die grundlegend bereitgestellten Funktionseinheiten waren
- Zentrale Recheneinheit ZRE K 2521 … K 2524 (CPU, CTC, PIO, 3 KB EPROM, 1 KB sRAM)
- Halbleiterspeicher OPS K 3520 (4 KB sRAM), OFS K 3620 (2 KB sRAM, 6 KB EPROM), PFS K 3820 (16 KB EPROM)
- Bedieneinheit BDE K 7622
- Anschlusssteuerung Bedieneinheit ABD K 7022
- Anschlusssteuerungen mit Standardinterface daro 1000/1 ADA K 6020 (2 Ausgabe-, 1 Eingabekanal), K 6021 (1 Ausgabe-, 2 Eingabekanäle)
- Busverstärker BVE K 4120 (zur „Busverlängerung“ bis 2,5 m)
- Steckeinheiteneinsatz STS K 0120, K 0121
- Stromversorgungsmodule STM (vom System K 1510)

Etwas verzögert folgten
- Anschlusssteuerung Folienspeicher AFS K5121
- Anschlusssteuerung V 24 ASV K 8021

und viele weitere.

## Softwareentwicklung und Softwarekomponenten
Als Cross-Assembler zur Entwicklung von anwenderspezifischer Software standen anfangs Aufbereitungs-, Übersetzungs- und Testprogramme für die Wirtsrechner des ESER, für den Prozessrechner R 4000 und für das Kleinrechnersystem KRS 4200 bereit. Später folgte das Mikrorechnerentwicklungssystem MRES (auch als Robotron A 5601 bezeichnet),  welches selbst auf Basis des K 1520 aufgebaut war und mit MEOS über ein eigenes Betriebssystem verfügte. Es enthielt alle zur Softwareentwicklung benötigten Hard- und Software-Komponenten, insbesondere einen Modul zur EPROM-Programmierung. Ein einfaches Echtzeitbetriebssystem für K-1520-Systeme wurde in einer Variante für Internspeicher (BESI) und einer Variante für Externspeicher (BESE) bereitgestellt.

## Beispiele für Fertigsysteme auf Basis des K1520

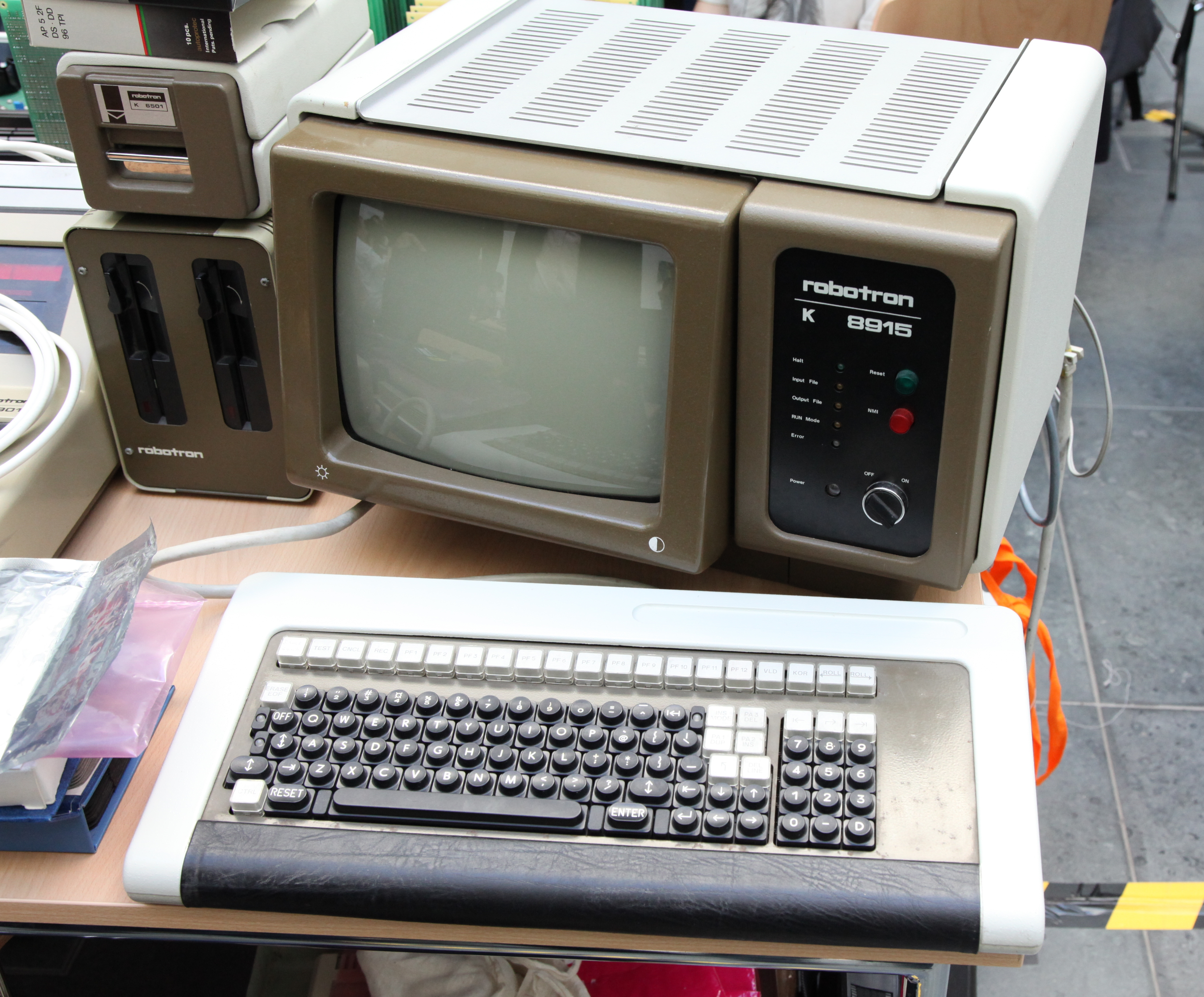
Robotron K 8915 mit Diskettenlaufwerk und Magnetkartenleser

- A 5120: Bürocomputer zur Text- und Datenverarbeitung aus dem VEB Buchungsmaschinenwerk Karl-Marx-Stadt
- K 8915: Ein eigenständiger 8-Bit PC, der aus Komponenten des K1520-Systems aufgebaut und um ein 5,25″ Doppel Diskettenlaufwerk ergänzt wurde[3]. Er wurde hauptsächlich mit dem Betriebssystem KOBRA eingesetzt.
- T-310/50: Chiffriergerät
- Poly-Play: Videospielautomat